# 卡尔·弗里德里希·威廉·凡尔德
卡尔·弗里德里希·威廉·凡尔德（Karl Friedrich Wilhelm Wander ，1803年—1879年），德国教育学家及日耳曼学家。他出版了现存最全的德语谚语词典。

## 生平
凡尔德于1803年12月27日生于西里西亚耶莱尼亚古拉附近的费施巴赫（Fischbach），现波兰卡尔普尼基（Karpniki），是一个裁缝的长子。1818年，他开始给当地一个木匠当学徒。为达成其成为一名教师的目标，凡尔德于半年后便放弃了木匠学徒的工作。他先在一名乡村牧师处，后又于1822-1824年在博莱斯瓦维茨的一所神学院接受教育。之后他在诺沃格罗杰茨担任代课教师。1827年他返回家乡耶莱尼亚古拉，在一所福音派学校学习。在那里，他接受了裴斯泰洛齐的教育理念，并开始主张解除对教师人选在社会、政治及法律方面的限制。他自由主义，有时甚至被描述为共产主义的态度，常常导致他与其领导发生激烈冲突。1845年，他家被搜查，本人也被学校开除。1847年，在被判无罪后，学校恢复了他的教职。然而，在德意志1848年革命一年后的1849年，他还是被迫放弃了教师的工作。此时他被打为“暴乱及叛逆的煽动引诱者”。1850年，他移民美国，但又于次年返回德国。
1852年，他在耶莱尼亚古拉开了一家香料店。1874年，他迁往魁尔（Quirl），一个在耶莱尼亚古拉和科瓦雷之间的村庄，并于879年6月4日在此去世。在东德，他被认为是自由主义向社会主义转变的第一人，德累斯顿的师范学院、马格德堡及莱比锡各一所高中都以他的名字命名。
作为一个语言学家，凡尔德毕生都在研究谚语。早在他还是教师时，他就开始记录谚语以用以教学。他出版了多本面向儿童的谚语集。他的《德语谚语词典》（Deutsches sprichwörter-Lexikon）自1862年起就是最全的谚语词典，拥有超过250000个词条。他还在词典中给出了许多德语谚语在外语中的对应说法。